# Culture de Hong Kong

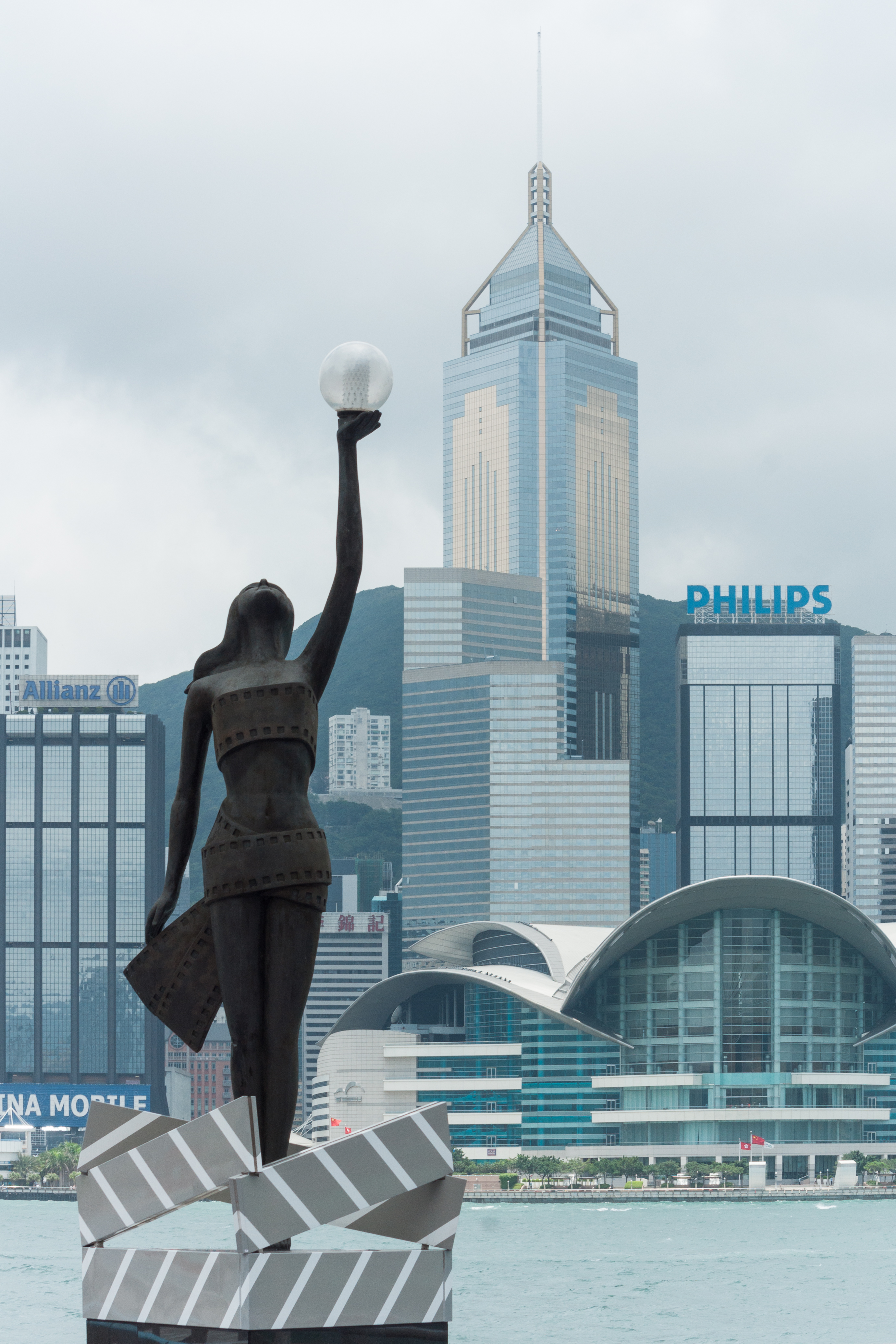
Avenue of Stars

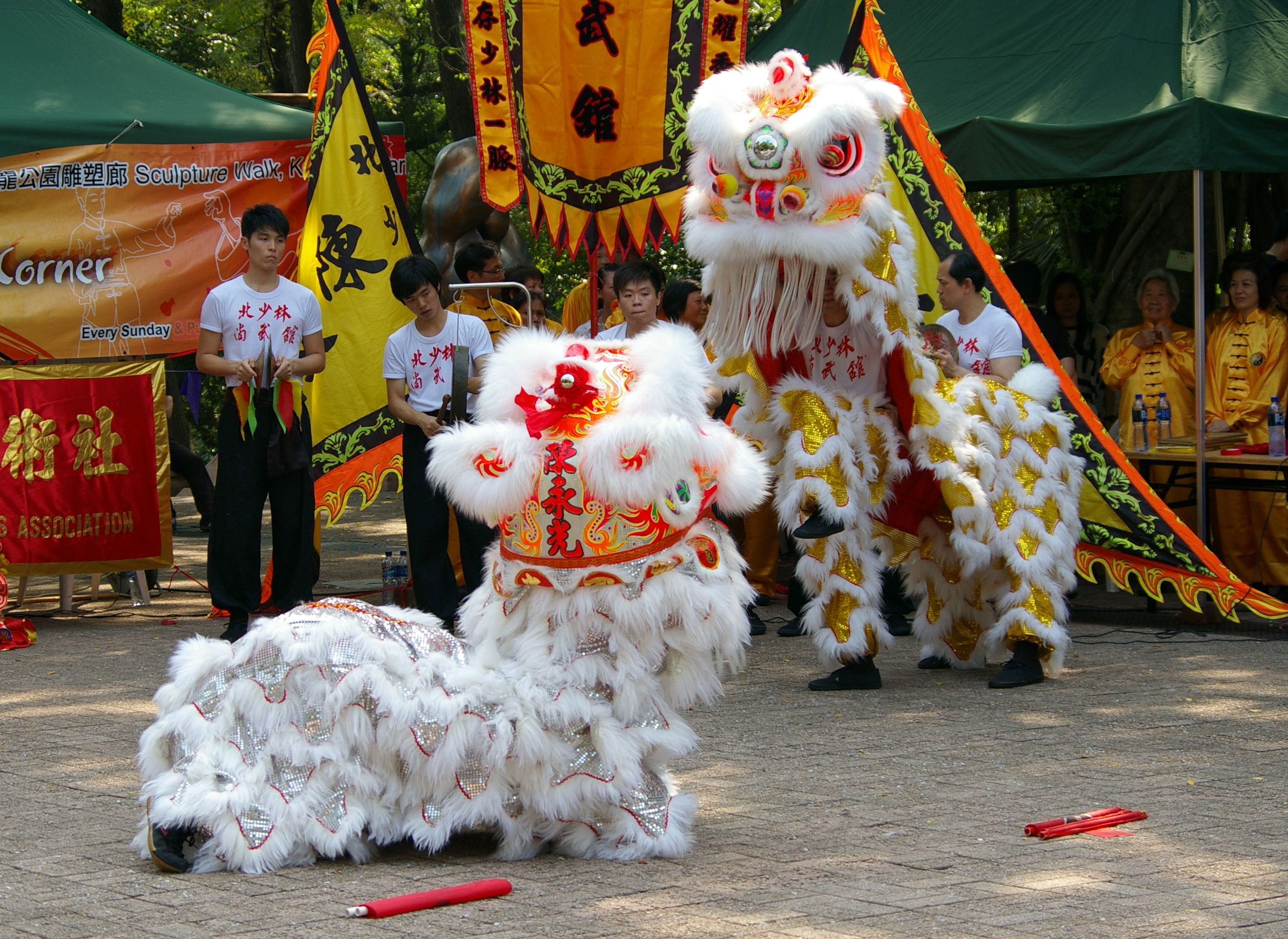
La danse du lion à Kowloon

Cet article aborde différents aspects de la culture de Hong Kong.

## Cheung Chau Bun Festival
Durant le mois de mai (du Ve au 9e jour du IVe mois lunaire du calendrier chinois ), il existe une fête particulière: "La fête des petits pains" localement nommé Cheung Chau Bun Festival. Comme le nom l'indique, cette festivité a lieu sur l'île de Cheung Chau (appartenant à Hong Kong). Sa pratique date du XIXe siècle et provient de tradition taoïste.
Cet événement est composé de différentes activités: on rencontre d'abord l’escalade de trois grandes tours recouvertes de petits pains, exclusivement cuisinés pour cette occasion, activité phare de cette tradition ! Le principe est simple mais relativement dangereux, il suffit de grimper sur ces tours afin de récolter ces pains. De nombreuses prières célèbrent des Dieux locaux durant la totalité de l’événement. 

## Musées
- Hong Kong Museum of Art (香港藝術館)
- Hong Kong Museum of History (香港歷史博物館)
- Hong Kong Railway Museum (香港鐵路博物館)
- Hong Kong Science Museum (香港科學館)
- Hong Kong Space Museum (香港太空館)
- Hong Kong Museum of Coastal Defence (香港海防博物館)
- Madame Tussauds Hong Kong (香港杜莎夫人蠟像館)
- Musée du 4 juin
- Musée de la Police de Hong Kong (Hong Kong Police Museum) (警隊博物館)
- Musée maritime de Hong Kong (Hong Kong Maritime Museum) (香港海事博物館)
- Musée Sir Alexander Grantham (葛量洪號)